# 尚宣威王

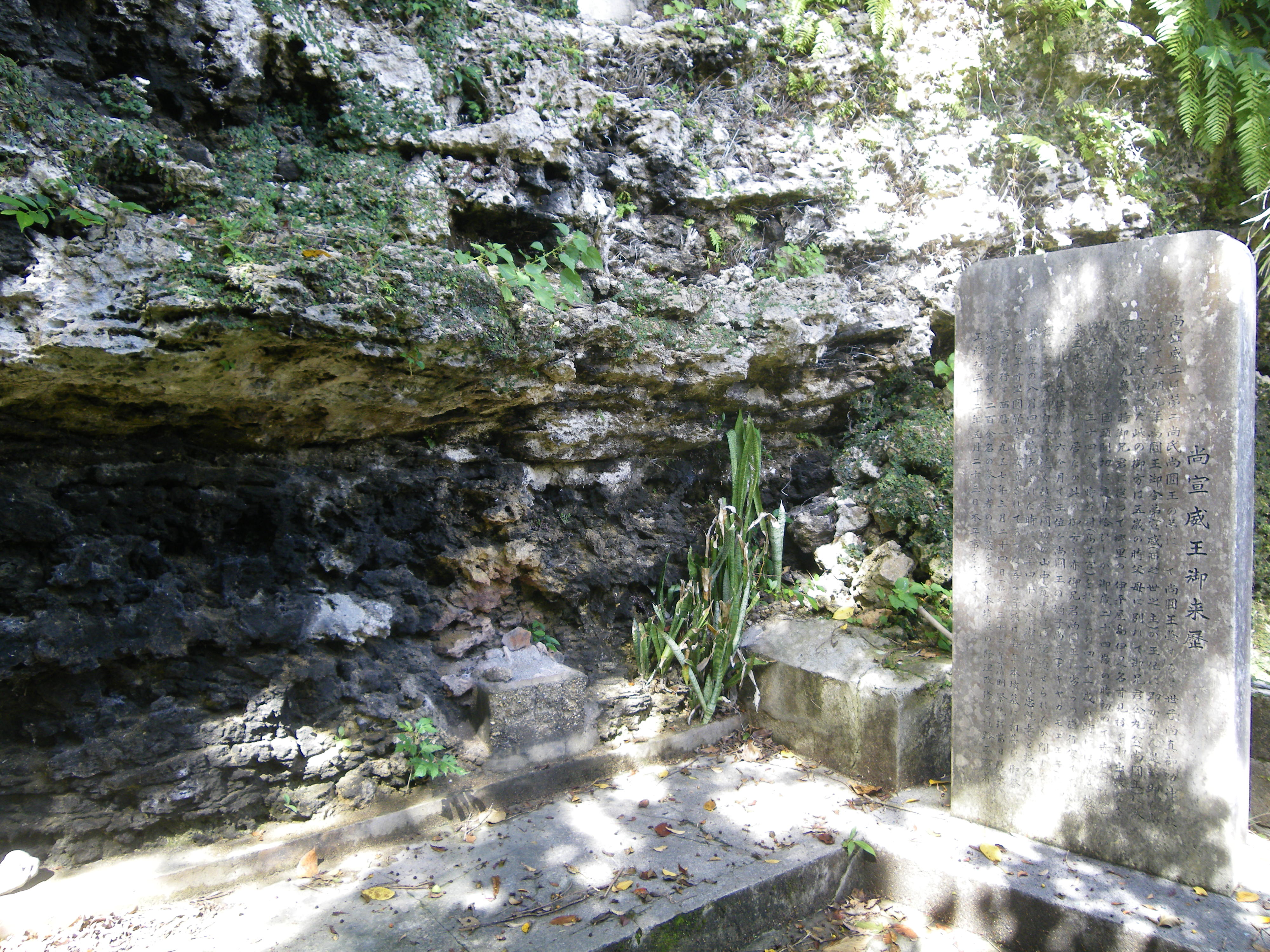
尚宣威王の墓。沖縄県沖縄市に所在。

尚宣威王（しょうせんいおう、1430年（宣徳5年） - 1477年9月11日（成化13年8月4日））は、琉球王国第二尚氏王統の第2代国王（在位1477年）。第二尚氏王統の初代国王尚円王の弟。神号は西之世主（にしのよのぬし）。諡（おくりな）は義忠。

## 概要
5歳（数え年）の時、父母を失い、その後は兄の金丸（後の尚円王）によって養育された。9歳のとき、兄に付き従って、首里に移り住む。1453年（景泰4年）、家来赤頭に昇格、1463年（天順7年）、黄冠を賜った。兄の尚円王即位後は、越来（現・沖縄市越来付近）を領地として、越来王子と称した。
尚円王が1476年（成化12年）に薨去すると、翌年、世子の尚真がまだ幼いということもあって群臣の推挙により即位した。しかし、その年の2月、陽神キミテズリが出現して、その神託によってわずか半年で退位した。神託は女官を掌握していた尚真王の母の宇喜也嘉（オギヤカ）が仕組んだものと考えられている。
退位後、越来に隠遁し程なく薨去した。越来の地は、息子の朝理（長男、向氏湧川殿内一世）・朝易（次男、湧川殿内二世）の領地となった。第二尚氏　第二代国王であるにもかかわらず墓は尚真王がオギヤカの影響下で造営した玉陵（たまうどぅん）ではなく、越来（現・沖縄市嘉間良3丁目付近：学校給食センター近く）にある。

## 家族
- 父 - 尚稷
- 母 - 瑞雲
- 妃 - 不詳
- 子女
  - 長男 - 尚儲・越来王子朝理（号・号岩。生年不伝 - 1534年（嘉靖13年）。向氏湧川殿内一世）
  - 次男 - 尚鼎・見里王子朝易（号・浄叡。1457年（天順元年） - 1537年（嘉靖16年）。兄朝理の家督を継ぐ。
  - 長女 - 居仁（尚真王妃）